# Шерон Стоун
Ше́рон Вонн Сто́ун (англ. Sharon Vonne Stone; нар. 10 березня 1958, Мідвілл, Пенсільванія, США) — американська акторка кіно та озвучення, продюсерка, модель, ВІЛ/СНІД активістка, авторка автобіографії. Володарка нагород «Золотий глобус» та «Еммі». Здобула міжнародну славу роботою в голлівудському блокбастері «Основний інстинкт» (1992). Номінантка «Оскару» як найкраща акторка в «Казино» (1995).

## Ранні роки
Шерон Вонн Стоун народилася 10 березня 1958 року в Мідвіллі, штат Пенсільванія), у родині бухгалтера Дороті Марі (уродженої Лоусон) та Джозефа Вільяма Стоуна ІІ, виробника інструментів та плашок, колишнього робітника фабрики. Вона має трьох братів і сестер: Майкл, Келлі та Патрік Джозеф (помер 2023 року). У Стоун є ірландське коріння. В інтерв'ю 2013 року Конану О'Браєну вона заявила, що її ірландські предки прибули до Сполучених Штатів під час Великого голоду. Її IQ становить 154 баллів. Стоун вважалася обдарованою дитиною і пішла до другого класу, коли їй було п'ять років. В інтерв'ю «The New York Times» у березні 2021 року, під час просування своєї мемуарної книги «Краса жити двічі» («The Beauty of Living Twice»), Стоун розповіла, що в дитинстві вона та її сестра зазнавали сексуального насильства з боку діда по материнській лінії. У 14 років вона отримала серйозну травму шиї, коли вона скакала на коні, який помчався до білизняної мотузки.
1975 року вона закінчила Сегертаунську середню школу в Сегертауні (штат Пенсільванія). У 15 років Стоун вступила до Державного коледжу Едінборо на факультет творчого письма, після чого залишила навчання і переїхала в Нью-Йорк, щоб стати моделлю. 2016 року, натхненна Гілларі Клінтон, Стоун повернулася до Університету Едінборо в Пенсільванії, щоб здобути вищу освіту.

## Кар'єра

### Модельна діяльність та перші появи на екрані (1976—1989)
Навчаючись у державному коледжі Едінборо, Стоун завоювала титул «Міс округа Кроуфорд» (штат Пенсільванія), а 1976 року стала кандидатом на звання «Міс Пенсільванія». Один із суддів конкурсу порадив їй кинути коледж і переїхати в Нью-Йорк, щоб стати моделлю. Стоун покинула Мідвілл і переїхала до тітки в Нью-Джерсі, і 1977 року вона підписала контракт з модельним агентством «Ford» в Нью-Йорку. Незабаром вона переїхала до Європи, де прожила рік у Мілані, а потім у Парижі. Живучи там, вона вирішила кинути модельний бізнес і зайнятися акторством. «Тому я зібрала валізи, повернулася в Нью-Йорк і стала в чергу, щоб знятися в масовці у фільмі Вуді Аллена», — згадувала вона пізніше. У 20 років Стоун отримала коротку роль у драмі Аллена «Спогади про „Зоряний пил“» (1980), а рік потому зіграла роль другого плану у фільмі жахів «Смертельне благословення» (1981).
Французький режисер Клод Лелуш взяв Стоун у музичну епопею «Одні та інші» (1982) з Джеймсом Кааном у головній ролі, де вона була присутня в кадрі лише дві хвилини і не з'явилася в титрах. Стоун отримала запрошення на епізодичні ролі в телесеріалах «Срібні ложки» (1982), «Блюз Бей-Сіті» (1983), «Ремінгтон Стіл» (1983), «Приватний детектив Магнум» (1984) і «Ті Джей Гукер» (1985); зіграла старлетку, яка розбиває шлюб успішного режисера та його дружини-сценаристки у драмі «Непримиренні розбіжності» (1984), разом Раяном О'Нілом, Шеллі Лонг та молодою Дрю Беррімор; знялася в ролі винахідливої жінки, яка об'єднується з мисливцем за удачею (у виконанні Річарда Чемберлена) у гостросюжетних «Копальнях царя Соломона» (1985) і «Аллані Квотермейні та втраченому місті золота» (1986), легких комедійніх версіях серії фільмів про Індіану Джонса, які були погано сприйняті критиками та глядачами. У своїй рецензії на «Копальні царя Соломона» Волтер Гудмен з «The New York Times» вважав, що Стоун «актуальна в ролі енергійної, сексуальної, розумної героїні з ефективним правим хуком», але відчував, що історія «губиться в ефектах». За роль у фільмі «Аллан Квотермейн та загублене місто золота» вона отримала свою першу номінацію на премію «Золота малина» за найгіршу жіночу роль.
Стоун отримала роль Дженіс Генрі в міні-серіалі телемережі ABC «Війна і пам'ять» (1987), продовженні міні-серіалу 1983 року «Вітри війни», заснованого на однойменному романі Германа Вука 1978 року. Протягом решти 1980-х років вона з'явилася в ролі репортера в комедії «Поліцейська академія 4: Квартальна охорона порядку» (1987); привабливої, але загадкової жінки з прихованими намірами в трилері «Холодна сталь» (1987); дружини колишнього агента ЦРУ в кримінальному фільмі «Над законом» (1988); і нещасливої дружини успішного бізнесмена в бойовику «Джексон на прізвисько Мотор» (1988).

### Прорив в кар'єрі і «Основний інстинкт» (1990—1992)
У науково-фантастичному бойовику Пола Верговена «Згадати все» (1990), з Арнольдом Шварценеггером у головній ролі, Стоун зіграла дружину робітника-будівельника, яка вдавала що кохає його. Фільм отримав схвальні відгуки і зібрав 261,2 мільйона доларів по всьому світу, що дало великий поштовх кар'єрі Стоун, після чого, протягом 1991 року вона знялася у п'яти повнометражних фільмах. У романтичній комедії «Він сказав, вона сказала» вона зіграла те, що критик Роджер Еберт називав «поганою дівчиною»; у психологічному трилері «Ножиці» — сексуально пригнічену жінку; у кримінальній драмі «Щоденник найманого вбивці» — заможну блондинку; в трилері «Рік зброї» — провокаційну молоду фотожурналістку; а у неонуарі «Там, де лежать сплячі пси» — колишню коханку письменника.
В іншому фільмі Верговена, еротичному трилері «Основний інстинкт» (1992), вона зіграла роль, яка зробила її зіркою, — Кетрін Тремелл, блискучу бісексуальну жінку і ймовірну серійну вбивцю. Кілька акторок на той момент відмовилися від цієї ролі, здебільшого через те, що вона вимагала оголення. Реакція критиків на «Основний інстинкт» була неоднозначною, але Стоун отримала схвальні відгуки за свою «зіркову гру»; Пітер Треверс з «Rolling Stone» зауважив, що «кінематографічна мокра мрія Верговена приносить свої плоди, особливо коли Шерон Стоун походжає з настільки звабливою хтивістю, що запалює екран» і зауважив про гру акторки: «Стоун, колишня модель, — це нокаут; вона навіть перевершила Ах-нольда у „Згадати все“ Верговена. Але те, що вона була яскравою плямою у занадто багатьох нудних фільмах („Він сказав, вона сказала“, „Непримиренні розбіжності“), зупинило її кар'єру. Хоча „Основний інстинкт“ робить Стоун бомбою 1990-х, він також показує, що вона може розсмішити або відтінити емоцію з однаковим апломбом». Австралійський критик Шеннон Гарві з «The Sunday Times» назвав фільм «однією з найкращих стрічок початку 1990-х, яка зробила більше для розширення прав і можливостей жінок, ніж будь-який феміністичний мітинг. Стоун — у своєму зірковому виконанні — настільки ж гаряча і сексуальна, наскільки і крижана». За цю роль Стоун отримала номінацію на премію «Золотий глобус» за «Найкращу жіночу роль у драматичному фільмі», чотири номінації на премію «MTV Movie Awards», а також номінацію на премію «Золота малина» в категорії «Найгірша нова зірка» за «данину пам'яті Теодору Кліверу». Фільм також став комерційно одним з найуспішніших серед стрічок 1990-х років, зібравши 352,9 мільйона доларів США у світовому прокаті.

### Статус провідної зірки (1993—1999)
1993 року Стоун зіграла фатальну жінку в еротичному трилері «Щепка», заснованому на однойменному романі Айри Левіна про загадкові події в приватному нью-йоркському багатоповерховому будинку. Фільм був різко розкритикований критиками і приніс Стоун номінацію на премію «Золота малина» за найгіршу жіночу роль, але став комерційним успіхом, зібравши 116,3 мільйона доларів США в міжнародному прокаті. Вона також з'явилася у ролі камео у бойовику «Останній кіногерой» (1993), де вчергове зіграла з Арнольдом Шварценеггером. 1994 року Стоун зіграла роль жінку архітектора (у виконанні Річарда Гіра) в драмі «Перехрестя», і жінку, яка вмовляє експерта з вибухів (у виконанні Сильвестра Сталлоне) знищити злочинне угрупування, що вбило її сім'ю, в екшн-трилері «Спеціаліст». У той час як «Перехрестя» не мало значного успіху, «Спеціаліст» зібрав 170,3 мільйона доларів США по всьому світу. За роботу в обох фільмах вона отримала нагороду «Золота малина» та нагороду «Stinkers Bad Movie Awards» за «Найгіршу жіночу роль», а також була номінована на кінопремію «MTV» як найбажаніша жінка за фільм «Спеціаліст».
У фільмі «Швидкий та мертвий» (1995) Стоун зіграла роль стрільця, який повертається в прикордонне місто, щоб помститися за смерть свого батька. Акторка стала продюсеркою фільму і мала певний творчий контроль над виробництвом; вона вибрала режисера Сема Реймі, будучи враженою його роботою над «Армією темряви», і Рассела Кроу як партнера по ролі після перегляду «Ромпера Стомпера». Стоун сама заплатила зарплату Леонардо Ді Капріо після того, як «Sony», студія фільму, відмовилася від його кастингу. «Швидкий та мертвий» приніс Стоун скромний прибуток і приніс номінацію на премію «Сатурн» за найкращу жіночу роль. Стоун знялася в епічній кримінальній драмі Мартіна Скорсезе «Казино» (1995), де зіграла роль Джінджер Маккенни, інтриганки і самозакоханої дружини крупного гандикапера (у виконанні Роберта Де Ніро). Фільм, заснований на нехудожній книзі «Казино: Кохання і честь у Лас-Вегасі» Ніколаса Піледжі, здобув широке визнання критиків, зібрав 116,1 мільйона доларів США в усьому світі та приніс їй премію «Золотий глобус» за «найкращу жіночу роль у драматичному фільмі» й номінацію на премію «Оскар» за найкращу жіночу роль. В інтерв'ю газеті «The Observer», опублікованому 28 січня 1996 року, Стоун сказала про реакцію: «Слава Богу. Я маю на увазі, що нарешті, вау […] Я не стаю молодшою. Це не могло статися в найкращий час». Того ж року вона отримала зірку на Голлівудській алеї слави, розташованій за адресою 6925 Hollywood Blvd, і була удостоєна нагороди «Women in Film Crystal».
Далі Стоун зіграла: коханку жорстокого шкільного вчителя у психологічному трилері «Дияволиці» (1996); жінку, яка чекає на смертну кару за жорстоке подвійне вбивство, у драмі «Останній танець» (1996); а також біолога у фільмі-саспенсі «Сфера» (1998). Три вищезгадані фільми були розкритиковані критиками і не мали успіху в кінотеатрах. 1998 року Стоун також озвучила успішний анімаційний фільм «Антц» і зіграла матір 13-річного хлопчика, який страждає на синдром Моркіо, у драмі «Велетень», що отримала позитивні відгуки критиків. За останню роль Стоун була номінована на премію «Золотий глобус» за найкращу жіночу роль другого плану.
1999 року Стоун виконала роль вуличної повії середнього віку у фільмі «Глорія», римейку однойменного фільму 1980 року, який виявився критично та комерційно провальним. Того ж року вона отримала головну роль у комедії «Муза», зігравши натхненницю відомого сценариста. Вейд Мейджор, критик журналу «Boxoffice», назвав її образ «запаморочливою Музою» «найприємнішою несподіванкою фільму», проте більшість рецензій були досить прохолодними. Гельмут Фосс, тодішній президент Голлівудської асоціації іноземної преси, яка щорічно вручала премію «Золотий глобус», наказав усім 82 своїм членам повернути назад подарункові розкішні годинники, надіслані їм Стоун та кінокомпанією «October Films» (нині об'єднаною з «Focus Features»), оскільки це вважалося заохоченням їм до надання акторці номінації за її гру у фільмі. Зрештою, вона все ж отримала номінацію за найкращу жіночу роль у комедії або мюзиклі.

### Перерва та кар'єрний спад
2000 року у телефільмі мережі HBO «Якби стіни могли говорити 2» Стоун разом з Еллен Дедженерес зіграли лесбійську пару, а також разом з Біллі Конноллі знялася в комедії «Красень Джо», де зіграла екзотичну танцівницю. За гру у фільмі «Якби стіни могли говорити 2» вона отримала другу нагороду «Люсі» від організації «Жінки в кіно». Прем'єра фільму «Красень Джо» у Північній Америці відбулася не в кінотеатрах, а на кабельному телебаченні. Натан Рабін з газети «The A.V. Club», який критикував попередні фільми Стоун, писав, що «ніщо зі зробленого нею, не було настільки безсоромним і жахливим, як „Красень Джо“, токсичний витвір примхи, що входить до числа найгірших фільмів 2000 року».
Після госпіталізації у вересні 2001 року через субарахноїдальний крововилив Стоун взяла паузу в акторській кар'єрі. Під час одужання у неї виникли професійні складнощі. Вона відчувала, що «втратила своє місце» в Голлівуді, і під час інтерв'ю виданню «USA Today» 2015 року зауважила: «[Коли] ти опиняєшся на задвірках шоу-бізнесу, як це сталося зі мною, [тобі] доводиться починати все спочатку». Вона повернулася на екран 2003 року, коли зіграла роль Шейли Карлайл, адвокатки, яка вважає, що може спілкуватися з Богом, у трьох серіях восьмого сезону серіалу «Практика». За цю роль вона отримала премію «Еммі» «найкращій запрошеній акторці в драматичному серіалі».
Стоун спробувала надолужити втрачені позиції в шоу-бізнесі, зігравши у фільмах «Диявольський маєток» (2003) з Деннісом Квейдом і «Жінка-кішка» (2004) з Геллі Беррі. У містичному психологічному трилері «Маєток Колд-Крік» Стоун з Квейдом зіграли подружжя, яке тероризує колишній власник сільського маєтку, що не зміг викупити його назад з-під застави. Журнал «Variety» у своїй рецензії на фільм зауважив, що обидва актори «марно намагаються знайти хоч якісь ракурси, щоб зіграти своїх безрозмірних персонажів». У супергеройській стрічці «Жінка-кішка» вона зіграла одержиму ідеєю довголіття генеральну директорку косметичної компанії, головну антигероїню фільму. Обидва фільми провалилися в прокаті, а «Жінка-кішка», на думку багатьох критиків, є одним із найгірших фільмів усіх часів.

### 2005—2017
Її наступним фільмом стала драма Джима Джармуша «Поламані квіти» (2005), в якому Стоун взяла на себе роль жадібної і надто нетерплячої дизайнерки меблів яка відновлює стосунки зі колишнім коханцем-бабієм (у виконанні Білла Мюррея). На відміну від її попередніх фільмів, «Зламані квіти» отримали схвальні відгуки критиків після прем'єри в Каннах, де були номіновані на «Золоту пальмову гілку» і здобули Гран-прі. Журнал «Far Out» назвав роль Стоун однією з «10 найкращих її робіт», а журнал «New York Magazine» відзначив: «Шерон Стоун, яка грає вдову, наполовину хіпі, наполовину представницю робітничого класу, демонструє, що, отримавши відповідну роль, вона, як і раніше, не лише сексуальна, але й надзвичайно смішна та хитра». 2005 року її нагородили Орденом Мистецтв та літератури у Франції.
31 березня 2006 року, після багаторічної судової тяганини, на екрани вийшов «Основний інстинкт 2». Причиною тривалої затримки з виходом фільму, як повідомляється, була суперечка Стоун з режисерами щодо кількості оголених сцен з нею: акторка хотіла, щоб їх було більше, а вони — менше. Стоун сказала інтерв'юеру: «Ми живемо в часи дивних репресій, і якщо попкорн-фільм дозволить нам створити платформу для дискусії, хіба це не чудово?». Незважаючи на бюджет у 70 мільйонів доларів, «Основний інстинкт 2» посів лише десяте місце за зборами у перший вікенд, зібравши мізерні 3,2 мільйона доларів, і закінчив прокат із загальними зборами менше 6 мільйонів доларів. Того ж року Стоун разом з Брюсом Віллісом з'явилася у кримінальній драмі Ніка Кассаветіса «Альфа-дог» (2006), де зіграла роль Олівії Мазурські, матері реальної жертви вбивства; для цієї ролі її загримували під жінку з зайвою вагою. Прем'єра фільму відбулася на кінофестивалі «Санденс» 2006 року, де він мав успіх у жанрі артхаусу. Потім вона увійшла до складу акторського ансамблю драми Еміліо Естевеса «Боббі» (2006), яка розповідає про години, що передували вбивству Роберта Ф. Кеннеді. Стоун отримала схвальні відгуки за свою гру, особливо за сцену з Ліндсі Лохан. Як член акторського складу, вона була номінована на премію Гільдії кіноакторів за видатну акторську роботу в кінофільмі, проте виграла нагороду Голлівудського кінофестивалю за найкращий ансамблевий склад.

## Особисте життя
1984 року на знімальному майданчику «Війни у Вегасі» Стоун познайомилася з телепродюсером Майклом Грінбургом, з яким одружилася, через три роки розійшлася, у 1990-му розлучилася.
1993 року на зніманнях фільму «Слівер» познайомилвся з Вільямом Дж. Макдональдом, співавтором картини. Макдональд залишив дружину Наомі Баку і заручився зі Стоун. Вони розлучилися через рік. Після розлуки Стоун повернула обручку через FedEx.
Працюючи над фільмом «Швидкий та мертвий» 1994 року, Стоун познайомилася з Бобом Вагнером, з яким була заручена.
1998 року Стоун одружилася з Філом Бронштейном, виконавчим редактором «The San Francisco Examiner», а згодом «San Francisco Chronicle». У 2000 році вони усиновили немовля, Роана Джозефа Бронштейна. Бронштейн подав заяву про розлучення в 2003 році, посилаючись на непримиренні розбіжності. Розлучення стало остаточним у 2004 році, коли суддя постановив, що Роан повинен залишатися з батьком, а Стоун отримує права на відвідування.
Стоун усиновила другого сина, Лаїрда Вонна, 2005 року, а третього, Квінн Келлі Стоун, 2006 року. Станом на 2018 рік Стоун проживає з трьома синами у Західному Голлівуді, штат Каліфорнія, у будинку, який колись належав акторові Монтгомері Кліфту.

## Фільмографія

### Кіно
| Рік  |   | Українська назва                                   | Оригінальна назва                          | Роль                         |
| ---- | - | -------------------------------------------------- | ------------------------------------------ | ---------------------------- |
| 1980 | ф | Спогади про «Зоряний пил»                          | Stardust Memories                          | Симпатична дівчина з поїзду  |
| 1981 | ф | Болеро                                             | Les Uns et les autres                      | Дівчина з Гленом Старшим     |
| 1981 | ф | Смертельне благословення                           | Deadly Blessing                            | Лана Маркус                  |
| 1982 | ф | Не просто любовний роман                           |                                            | Лінетте                      |
| 1983 | ф | Блюз міста Бей                                     |                                            | Марія Кейсі                  |
| 1984 | ф | Календарні вбивства дівчат                         | Calendar Girl Murders                      | Кассі Баскомб                |
| 1984 | ф | Війна у Вегасі                                     | The Vegas Strip War                        | Сара Шіпмен                  |
| 1984 | ф | Невідновні різниці                                 | Irreconcilable Differences                 | Блейк Чандлер                |
| 1985 | ф | Копальні царя Соломона                             | King Solomon's Mines                       | Джессі Х'юстон               |
| 1986 | ф | Аллан Квотермейн та втрачене місто золота          | Allan Quatermain and the Lost City of Gold | Джессі Х'юстон               |
| 1987 | ф | Поліцейська академія 4: Квартальна охорона порядку | Police Academy 4: Citizens on Patrol       | Клейр Матсон                 |
| 1987 | ф | Аллан Квотермейн та втрачене місто золота          | Allan Quatermain and the Lost City of Gold | Джессе Х'юстон               |
| 1987 | ф | Холодна сталь                                      | Cold Steel                                 | Кейсі Коннорз                |
| 1988 | ф | Сльози на дощі                                     | Tears in the Rain                          | Кейсі Кантрелл               |
| 1988 | ф | Джексон на прізвисько Мотор                        |                                            | Патриція Деллаплейн          |
| 1988 | ф | Над законом                                        |                                            | Сара Тоскані                 |
| 1989 | ф | Під зірками                                        | Beyond the Stars                           | Лорі Макколл                 |
| 1989 | ф | Кров та пісок                                      | Blood and Sand                             | Дона Сол                     |
| 1989 | ф | Пам'ять про війну                                  |                                            | Жаніс Генрі                  |
| 1990 | ф | Згадати все                                        | Total Recall                               | Лорі Квейд                   |
| 1991 | ф | Він сказав, вона сказала                           | He Said, She Said                          | Лінда Метцжер                |
| 1991 | ф | Ножиці                                             | Scissors                                   | Енджі Андерсон               |
| 1991 | ф | Рік зброї                                          | Year of the Gun                            | Елісон Кінг                  |
| 1991 | ф | Щоденник найманого вбивці                          | Diary of a Hitman                          | Кікі                         |
| 1991 | ф | Там, де лежать сплячі пси                          | Where Sleeping Dogs Lie                    | Серена Блек                  |
| 1992 | ф | Основний інстинкт                                  | Basic Instinct                             | Кетрін Тремелл               |
| 1993 | ф | Щепка                                              | Sliver                                     | Карлі Норріс                 |
| 1993 | ф | Останній кіногерой                                 | Last Action Hero                           | Кетрін Тремелл               |
| 1994 | ф | Перехрестя                                         | Intersection                               | Саллі Істмен                 |
| 1994 | ф | Спеціаліст                                         | The Specialist                             | Мей Мунро                    |
| 1995 | ф | Швидкий та мертвий                                 | The Quick and the Dead                     | Елен 'Леді'                  |
| 1995 | ф | Казино                                             | Casino                                     | Джинджер Маккенна            |
| 1996 | ф | Дияволиці                                          | Diabolique                                 | Ніколь Хорнер                |
| 1996 | ф | Останній танець                                    | Last Dance                                 | Сінді Ліггетт                |
| 1998 | ф | Сфера                                              | Sphere                                     | Др. Елізабет 'Бет' Гальперін |
| 1998 | ф | Мураха Антц                                        | Antz                                       | Принцеса Бала                |
| 1998 | ф | Велетень                                           | The Mighty                                 | Гвен Діллон                  |
| 1999 | ф | Глорія                                             | Gloria                                     | Глорія                       |
| 1999 | ф | Муза                                               | The Muse                                   | Сара Літтл                   |
| 1999 | ф | Симпатіко                                          | Simpatico                                  | Розі Картер                  |
| 2000 | ф | По шматочках                                       | Picking Up the Pieces                      | Кенді Коулі                  |
| 2000 | ф | Красень Джо                                        | Beautiful Joe                              | Еліс Мейсон                  |
| 2003 | ф | Диявольський маєток                                | Cold Creek Manor                           | Лія Тільсон                  |
| 2004 | ф | Інша лояльність                                    |                                            | Саллі Кауффілд               |
| 2004 | ф | Жінка-кішка                                        | Catwoman                                   | Лорел Хедар                  |
| 2005 | ф | Поламані квіти                                     | Broken Flowers                             | Лаура Міллер                 |
| 2006 | ф | Альфа Дог                                          | Alpha Dog                                  | Олівія Мазурскі              |
| 2006 | ф | Основний інстинкт 2                                | Basic Instinct 2                           | Кетрін Тремелл               |
| 2006 | ф | Боббі                                              | Bobby                                      | Міріем Ебберз                |
| 2007 | ф | Якби знав, то був би генієм                        |                                            | Глорія Фрімонт               |
| 2007 | ф | Коли чоловік впав в лісі                           |                                            | Карен Філдс                  |
| 2007 | ф | Демокрейзі                                         |                                            | Патріція Гілл                |
| 2008 | ф | Рік нашого пізнання                                |                                            | Жана Рокет                   |
| 2008 | ф | П'ять доларів за день                              |                                            | Долорез Джонс                |
| 2009 | ф | Вулиці крові                                       |                                            |                              |
| 2011 | ф | Ларго Вінч 2: Змова в Бірмі                        |                                            | Діана Франкен                |
| 2012 | ф | Мул                                                |                                            | Софі                         |
| 2013 | ф | Ігри богів                                         |                                            | Афродіта                     |
| 2013 | ф | Лавлейс                                            |                                            | Дороті Бормен                |
| 2013 | ф | Під маскою жиголо                                  |                                            | Доктор Паркер                |
| 2013 | ф | Як на рахунок кохання?                             |                                            | Лінда Тарлтон                |
| 2013 | ф | Papa                                               |                                            | Мері Гемінґвей               |
| 2013 | ф | Кохання у великому місті 3                         |                                            | Камео                        |
| 2014 | ф | Вкладення                                          |                                            | Меллорі Раян                 |
| 2017 | ф | Дрібничка на день народження                       |                                            | Сенна Бергес                 |
| 2020 | ф | Сестра Ретчед                                      |                                            | Ленор Осгуд                  |
| 2021 | ф |                                                    | Here Today                                 | Шерон Стоун                  |
| 2023 | ф | Як щодо любові?                                    | What About Love                            | Ліз                          |
| 2025 | ф | Ніхто 2                                            | Nobody 2                                   | Лендіна                      |

### Телебачення
| Рік       |    | Українська назва            | Оригінальна назва                               | Роль                                   |
| --------- | -- | --------------------------- | ----------------------------------------------- | -------------------------------------- |
| 1982      | тф |                             | Not Just Another Affair                         | Лінетт                                 |
| 1982      | тф |                             | Not Just Another Affair                         | Lynette                                |
| 1982      | тф |                             | Silver Spoons                                   | Debbie                                 |
| 1983      | тф |                             | Bay City Blues                                  | Cathy St. Marie                        |
| 1983      | тф |                             | Remington Steele                                | Jillian Montague                       |
| 1984      | тф |                             | The New Mike Hammer                             | Julie Eland                            |
| 1984      | тф |                             | Magnum, P.I.                                    | Діана Дюпре та Дієдра Дюпре            |
| 1984      | тф |                             | Calendar Girl Murders                           | Cassie Bascomb                         |
| 1984      | тф |                             | The Vegas Strip War                             | Sarah Shipman                          |
| 1985      | тф |                             | T. J. Hooker                                    | Dani Starr                             |
| 1986      | тф |                             | Mr. and Mrs. Ryan                               | Ashley Hamilton Ryan                   |
| 1988      | тф |                             | Badlands 2005                                   | Alex Neil                              |
| 1988      | тф |                             | War and Remembrance                             | Janice Henry                           |
| 1988      | тф |                             | Tears in the Rain                               | Casey Cantrell                         |
| 1992      | тф |                             | Saturday Night Live                             | Herself (host)                         |
| 1994      | тф |                             | The Larry Sanders Show                          | Herself                                |
| 1995      | тф |                             | Roseanne                                        | Trailer Park Resident                  |
| 1999      | тф |                             | Happily Ever After: Fairy Tales for Every Child | Henny Penny (voice)                    |
| 2000      | тф | Якби стіни могли говорити 2 | If These Walls Could Talk 2                     | Френ                                   |
| 2001–2002 | тф |                             | Harold and the Purple Crayon                    | The Narrator (voice)                   |
| 2003      | тф |                             | The Practice                                    | Sheila Carlisle                        |
| 2005      | тф |                             | Higglytown Heroes                               | Nicky                                  |
| 2005      | тф |                             | Valley of the Wolves                            | Lisa                                   |
| 2005      | тф |                             | Will & Grace                                    | Dr. Georgia Keller                     |
| 2006      | тф |                             | Huff                                            | Dauri Rathburn                         |
| 2010      | тф |                             | Law & Order: Special Victims Unit               | Assistant District Attorney Jo Marlowe |
| 2015      | тф |                             | Agent X                                         | Vice President Natalie Maccabee        |
| 2018      | тф |                             | Mosaic                                          | Olivia Lake                            |
| 2019      | тф |                             | Better Things                                   | Reiki Davis                            |
| 2020      | тф |                             | The New Pope                                    | Herself                                |
| 2020      | тф |                             | Ratched                                         | Lenore Osgood                          |
| 2022      | тф |                             | Murderville                                     | Herself                                |
| 2022      | тф |                             | The Flight Attendant                            | Lisa Bowden                            |

## Нагороди

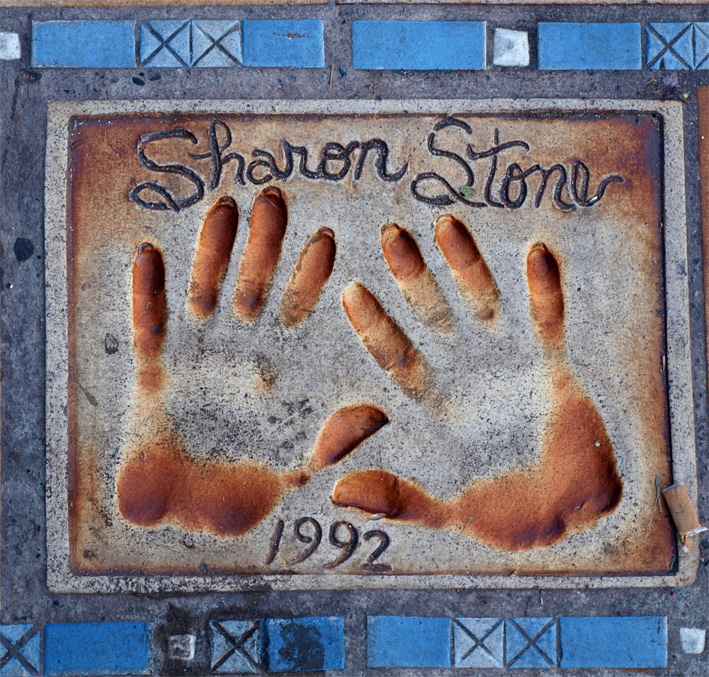
Відбитки рук Шерон Стоун поблизу Палацу кінофестивалів. Канни

- 1988 — Аллан Квотермейн та втрачене місто золота (1987) Премія «Золота малина» за найгіршу жіночу роль[81]
- 1993 — MTV Movie Awards за Basic Instinct: Best Female Performance
- 1993 — MTV Movie Awards за Basic Instinct: Most Desirable Female
- 1993 — Основний інстинкт (1992) Премія «Золотий глобус» за найкращу жіночу роль — драма
- 1994 — Полова (1993) Премія «Золота малина» за найгіршу жіночу роль[82]
- 1995 — Women in Film Crystal Awards
- 1995 — Спеціаліст (1994) Премія «Золота малина» за найгіршу жіночу роль (Виграла)[83]
- 1995 — Спеціаліст (1994) Razzie Award Worst Screen Couple[en] (Виграла)[83]
- 1996 — Golden Globe за Казино: Best Performance by an Actress in a Motion Picture — Drama; номінація на Оскар
- 1996 — Казино (1995) Премія «Оскар» за найкращу жіночу роль
- 1996 — Казино (1995) Премія «Золотий глобус» за найкращу жіночу роль — драма (Виграла)
- 1997 — Дияволиці (1996) Премія «Золота малина» за найгіршу жіночу роль[84]
- 1998 — Могутній (1997) Премія «Золотий глобус» за найкращу жіночу роль другого плану — кінофільм
- 2000 — Глорія (фільм) (1999) Премія «Золота малина» за найгіршу жіночу роль[85]
- 2000 — Lucy Award
- 2003 — Зірка на Голлівудській алеї слави
- 2004 — Жінка-кішка (2004) Razzie Award Worst Supporting Actress[86]
- 2004 — Жінка-кішка (2004) Razzie Award Worst Screen Couple[86]
- 2004 — Практика (2003) Премія «Еммі» найкращій запрошеній акторці в драматичному серіалі (Виграла)
- 2006 — Women's World Award[en] — World Charity Award
- 2007 — Основний інстинкт 2 (2006) Премія «Золота малина» за найгіршу жіночу роль (Виграла)[87]